# Michel Kreek
Michel Kreek (ur. 16 stycznia 1971 w Amsterdamie) – piłkarz holenderski grający na pozycji lewego lub środkowego obrońcy, a czasami defensywnego pomocnika. W reprezentacji Holandii rozegrał 1 mecz.

## Kariera klubowa
Karierę piłkarską Kreek rozpoczął w klubie AFC Ajax. W 1989 roku został zawodnikiem pierwszego zespołu. 28 października 1989 roku zadebiutował w Eredivisie w wygranym 4:0 wyjazdowym spotkaniu z HFC Haarlem. Z kolei swojego pierwszego gola w lidze holenderskiej strzelił 16 czerwca 1991 w meczu z Vitesse (3:1). Piłkarzem Ajaksu był przez 6 lat. Z Ajaksem wywalczył dwa tytuły mistrza kraju latach 1990 i 1994 oraz zdobył Puchar Holandii w 1993 roku, a także Superpuchar w 1993. W 1992 roku zdobył też Puchar UEFA – wystąpił obu finałowych meczach tego pucharu z Torino FC (2:2, 0:0).
W 1994 roku Kreek przeszedł z Ajaksu do włoskiej Padovy Calcio. W 1996 roku spadł z Padovą z Serie A do Serie B, a następnie odszedł do Perugii. W 1997 roku także i z tym zespołem został zdegradowany do drugiej ligi włoskiej.
W 1997 roku Kreek wrócił do Holandii i został piłkarzem Vitesse Arnhem. W Vitesse zadebiutował 19 sierpnia 1997 w przegranym 0:5 wyjazdowym meczu z Ajaksem Amsterdam. W Vitesse grał do końca sezonu 2001/2002.
Latem 2002 Kreek podpisał kontrakt z greckim AEK Ateny. Po 2 latach gry w Grecji został piłkarzem Willem II Tilburg. W nowym zespole po raz pierwszy wystąpił 11 września 2004 w meczu z Rodą Kerkrade (3:1). W 2006 roku jako gracz Willem II zakończył karierę piłkarską.
| Sezon   | Klub              | Kraj     | Rozgrywki     | Mecze | Bramki |
| ------- | ----------------- | -------- | ------------- | ----- | ------ |
| 1989/90 | AFC Ajax          | Holandia | Eredivisie    | 2     | 0      |
| 1990/91 | AFC Ajax          | Holandia | Eredivisie    | 13    | 2      |
| 1991/92 | AFC Ajax          | Holandia | Eredivisie    | 25    | 2      |
| 1992/93 | AFC Ajax          | Holandia | Eredivisie    | 27    | 1      |
| 1993/94 | AFC Ajax          | Holandia | Eredivisie    | 15    | 0      |
| 1994/95 | AFC Ajax          | Holandia | Eredivisie    | 1     | 0      |
| 1994/95 | Padova Calcio     | Włochy   | Serie A       | 24    | 7      |
| 1995/96 | Padova Calcio     | Włochy   | Serie A       | 29    | 3      |
| 1996/97 | AC Perugia        | Włochy   | Serie A       | 32    | 3      |
| 1997/98 | Vitesse           | Holandia | Eredivisie    | 7     | 2      |
| 1998/99 | Vitesse           | Holandia | Eredivisie    | 28    | 7      |
| 1999/00 | Vitesse           | Holandia | Eredivisie    | 31    | 4      |
| 2000/01 | Vitesse           | Holandia | Eredivisie    | 33    | 3      |
| 2001/02 | Vitesse           | Holandia | Eredivisie    | 31    | 2      |
| 2002/03 | AEK Ateny         | Grecja   | Alpha Ethniki | 11    | 0      |
| 2003/04 | AEK Ateny         | Grecja   | Alpha Ethniki | 18    | 0      |
| 2004/05 | Willem II Tilburg | Holandia | Eredivisie    | 19    | 0      |
| 2005/06 | Willem II Tilburg | Holandia | Eredivisie    | 4     | 0      |

## Kariera reprezentacyjna
Swój jedyny mecz w reprezentacji Holandii Kreek rozegrał 22 lutego 1995 roku. Było to towarzyskie spotkanie z Portugalią, przegrane przez Holandię 0:1.